# VM i ishockey 2011 (kvinder)
Verdensmesterskabet i ishockey for kvinder 2011 var det 14. VM i ishockey for kvinder og arrangeredes af International Ice Hockey Federation. Mesterskabet havde deltagelse af 34 hold og blev afviklet i seks niveauopdelte turneringer.
Det egentlige verdensmesterskab (tidligere kaldt "A-VM") blev afviklet i Zürich og Winterthur, Schweiz i perioden 16. – 25. april 2011 med otte hold. Mesterskabet blev vundet af de forsvarende mestre fra USA, som i finalen besejrede Canadas olympiske mestre med 3-2 efter forlænget spilletid. Afgørelsen faldt efter 7:48 minutters spil i den ekstra periode, hvor amerikaneren Hilary Knight scorede målet, der sikrede USA's tredje VM-guld i træk (og fjerde i alt). Bronzemedaljerne blev for tredje VM i træk (og 10. gang i alt) vundet af Finland, som i bronzekampen vandt 3-2 efter forlænget spilletid over Rusland.
De lavere rangerende VM-turneringer blev spillet på forskellige terminer i løbet af foråret 2011:
1. division (5 hold) i Ravensburg, Tyskland i perioden 11. – 17. april 2011.
2. division (6 hold) i Caen, Frankrig i perioden 4. – 10. april 2011.
3. division (6 hold) i Newcastle, Australien i perioden 1. – 6. februar 2011.
4. division (5 hold) i Reykjavik, Island i perioden 27. marts – 1. april 2011.
5. division (5 hold) i Sofia, Bulgarien i perioden 14. – 19. marts 2011.

## Samlet rangering
| VM     | VM         |
| ------ | ---------- |
| Guld   | USA        |
| Sølv   | Canada     |
| Bronze | Finland    |
| 4.     | Rusland    |
| 5.     | Sverige    |
| 6.     | Schweiz    |
| 7.     | Slovakiet  |
| 8.     | Kasakhstan |

| 1. division | 1. division |
| ----------- | ----------- |
| 9.          | Tyskland    |
| 10.         | Norge       |
| 11.         | Letland     |
| 12.         | Østrig      |
| 13.         | Kina        |

| 2. division | 2. division |
| ----------- | ----------- |
| 14.         | Tjekkiet    |
| 15.         | Frankrig    |
| 16.         | Danmark     |
| 17.         | Italien     |
| 18.         | Storbrit.   |

| 3. division | 3. division |
| ----------- | ----------- |
| 19.         | Holland     |
| 20.         | Australien  |
| 21.         | Ungarn      |
| 22.         | Slovenien   |
| 23.         | Kroatien    |
| 24.         | Belgien     |

| 4. division | 4. division |
| ----------- | ----------- |
| 25.         | New Zealand |
| 26.         | Sydkorea    |
| 27.         | Island      |
| 28.         | Rumænien    |
| 29.         | Sydafrika   |

| 5. division | 5. division |
| ----------- | ----------- |
| 30.         | Polen       |
| 31.         | Spanien     |
| 32.         | Bulgarien   |
| 33.         | Tyrkiet     |
| 34.         | Irland      |

## VM
De otte bedste hold spillede om verdensmesterskabet (tidligere kaldt A-VM) den 16. – 25. april 2011 i Schweiz. Kampene blev afviklet i to arenaer:
- Hallenstadion i Zürich
- Deutweg i Winterthur

De otte hold spillede først en indledende runde i to grupper med fire hold. De to gruppevindere gik direkte videre til semifinalerne, mens holdene på anden- og tredjepladserne gik videre til kvartfinalerne, hvor de spillede om de sidste to pladser i semifinalerne. De to hold, som sluttede på sidstepladserne i den indledende runde, gik videre til nedrykningskampene, hvor holdene spillede bedst af tre kampe om at undgå nedrykning til 1. division i 2012.

### Indledende runde

#### Gruppe A
| Dato  | Tid   | Kamp                | Res.  | Perioder      |
| ----- | ----- | ------------------- | ----- | ------------- |
| 17.4. | 12:00 | USA – Slovakiet     | 5–0   | 0-0, 2-0, 3-0 |
| 17.4. | 16:00 | Sverige – Rusland   | 7–1   | 3-1, 1-0, 3-0 |
| 18.4. | 12:00 | Sverige – Slovakiet | 3–0   | 1-0, 1-0, 1-0 |
| 18.4. | 16:00 | Rusland – USA       | 01–13 | 0-5, 1-3, 0-5 |
| 20.4. | 14:00 | Slovakiet – Rusland | 1–4   | 0-1, 0-0, 1-3 |
| 20.4. | 20:00 | USA – Sverige       | 9–1   | 4-0, 5-0, 0-1 |

| Hold      | Kampe | Mål   | Point |
| --------- | ----- | ----- | ----- |
| USA       | 3     | 27-10 | 9     |
| Sverige   | 3     | 11-10 | 6     |
| Rusland   | 3     | 06-21 | 3     |
| Slovakiet | 3     | 01-12 | 0     |

#### Gruppe B
| Dato  | Tid   | Kamp                 | Res.  | Perioder          |
| ----- | ----- | -------------------- | ----- | ----------------- |
| 16.4. | 16:00 | Finland – Kasakhstan | 5–3   | 2-1, 2-0, 1-2     |
| 16.4. | 20:00 | Canada – Schweiz     | 12–00 | 3-0, 5-0, 4-0     |
| 17.4. | 16:00 | Kasakhstan – Canada  | 0–7   | 0-2, 0-3, 0-2     |
| 17.4. | 20:00 | Finland – Schweiz    | 1–2   | 1-0, 0-1, 0-0 0-1 |
| 19.4. | 16:00 | Canada – Finland     | 2–0   | 1-0, 0-0, 1-0     |
| 19.4. | 20:00 | Schweiz – Kasakhstan | 6–1   | 3-0, 1-0, 2-1     |

| Hold       | Kampe | Mål   | Point |
| ---------- | ----- | ----- | ----- |
| Canada     | 3     | 21-00 | 9     |
| Schweiz    | 3     | 08-14 | 5     |
| Finland    | 3     | 6-7   | 4     |
| Kasakhstan | 3     | 04-18 | 0     |

### Nedrykningskampe
De to hold, der sluttede som nr. 4 i de indledende grupper spillede bedst af tre kampe om at undgå nedrykning til 1. division. Nedrykningskampene blev spillet i Winterthur. Slovakiet vandt opgøret med 2-0 i kampe og kvalificerede sig dermed til VM 2012 i USA, mens Kasakhstan blev rykket ned i 1. division.
| Dato  | Tid   | Kamp                   | Res. | Perioder               |
| ----- | ----- | ---------------------- | ---- | ---------------------- |
| 22.4. | 20:00 | Slovakiet – Kasakhstan | 1–0  | 0-0, 0-0, 1-0          |
| 24.4. | 20:00 | Kasakhstan – Slovakiet | 1–2  | 1-0, 0-0, 0-1 0-0, 0-1 |

### Finalekampe
Finalekampene havde deltagelse af de seks hold, som i hver af de indledende grupper sluttede blandt de tre bedste. Toerne og treerne begyndte slutspillet i kvartfinalerne, mens gruppevinderne først indtrådte i semifinalerne. Alle kampene i slutspillet blev spillet i Zürich.
| Dato               | Tid   | Kamp              | Res. | Perioder               |
| ------------------ | ----- | ----------------- | ---- | ---------------------- |
| Kvartfinaler       |       |                   |      |                        |
| 22.4.              | 16:00 | Sverige – Finland | 1–5  | 0-3, 0-1, 1-1          |
| 22.4.              | 20:00 | Schweiz – Rusland | 4–5  | 1-0, 2-0, 1-4 0-1      |
| Semifinaler        |       |                   |      |                        |
| 23.4.              | 16:00 | Canada – Finland  | 4–1  | 2-1, 0-0, 2-0          |
| 23.4.              | 20:00 | USA – Rusland     | 5–1  | 2-1, 2-0, 1-0          |
| Kamp om 5.-pladsen |       |                   |      |                        |
| 24.4.              | 16:00 | Sverige – Schweiz | 3–2  | 2-2, 0-0, 0-0 0-0, 1-0 |
| Bronzekamp         |       |                   |      |                        |
| 25.4.              | 16:00 | Finland – Rusland | 3–2  | 1-0, 1-0, 0-2 1-0      |
| Finale             |       |                   |      |                        |
| 25.4.              | 20:00 | USA – Canada      | 3–2  | 1-1, 1-0, 0-1 1-0      |

|  | Kvartfinaler | Kvartfinaler | Kvartfinaler |        |         | Semifinaler | Semifinaler | Semifinaler |  |  | Finale | Finale | Finale |
|  |              |              |              |        |         |             |             |             |  |  |        |        |        |
|  | A1           | USA          |              |        |         |             |             |             |  |  |        |        |        |
|  |              | Bye          |              |        |         |             |             |             |  |  |        |        |        |
|  |              | A1           | USA          | 5      |         |             |             |             |  |  |        |        |        |
|  |              |              |              | 5      |         |             |             |             |  |  |        |        |        |
|  |              | A3           | Rusland      | 1      |         |             |             |             |  |  |        |        |        |
|  | B2           | A3           | Rusland      | 1      | Schweiz | 4           |             |             |  |  |        |        |        |
|  | B2           |              |              |        | Schweiz | 4           |             |             |  |  |        |        |        |
|  | A3           | Rusland      | 5            |        |         |             |             |             |  |  |        |        |        |
|  |              |              |              |        |         |             |             |             |  |  | A1     | USA    | 3      |
|  |              |              | B1           | Canada | 2       |             |             |             |  |  |        |        |        |
|  | B3           | Finland      | 5            |        |         |             |             |             |  |  |        |        |        |
|  | A2           | Sverige      | 1            |        |         |             |             |             |  |  |        |        |        |
|  | A2           | Sverige      | 1            |        | B3      | Finland     | 1           |             |  |  |        |        |        |
|  |              |              |              |        | B3      | Finland     | 1           |             |  |  |        |        |        |
|  |              | B1           | Canada       | 4      |         |             |             |             |  |  |        |        |        |
|  |              | B1           | Canada       | 4      | Bye     |             |             |             |  |  |        |        |        |
|  |              |              |              |        |         |             |             |             |  |  |        |        |        |
|  | B1           | Canada       |              |        |         |             |             |             |  |  |        |        |        |

### Medaljevindere
Tekst mangler, hjælp os med at skrive teksten

## 1. division
VM i 1. division blev spillet den 11. – 17. april 2011 i den tyske by Ravensburg. Turneringen skulle have haft deltagelse af seks hold, men Japan meldte afbud. Dermed blev turneringen gennemført med fem hold, der spillede om én oprykningsplads til VM. Eftersom IIHF betragtede afbuddet som en force majeure-situation, fik Japan lov at beholde sin seedning og status som 1. divisionshold i 2012, og dermed rykkede det hold, der sluttede på femtepladsen ned i 2. division.
Oprykningspladsen gik til værtlandet Tyskland, som vandt alle sine kampe i turneringen, og som dermed sikrede sig en plads i den bedste række ved VM 2012 efter to sæsoner i 1. division. I den afgørende kamp om førstepladsen besejrede tyskerne Norge med 3-1. Kampen om at undgå nedrykningspladsen blev ekstremt tæt. Tre hold sluttede på tre point, og eftersom de havde slået hinanden indbyrdes, havde alle tre hold tre point i indbyrdes opgør. Derfor blev måforskellen i de indbyrdes kampe afgørende, og her var Letland bedst (+1) foran Østrig (±0) og Kina (−1), som dermed måtte en tur ned i 2. division for første gang nogensinde.
| Dato  | Tid   | Kamp               | Res. | Perioder      |
| ----- | ----- | ------------------ | ---- | ------------- |
| 11.4. | 16:00 | Norge – Kina       | 7–3  | 3-1, 2-0, 2-2 |
| 11.4. | 19:30 | Østrig – Tyskland  | 0–4  | 0-0, 0-1, 0-3 |
| 13.4. | 16:00 | Kina – Østrig      | 4–3  | 2-3, 2-0, 0-0 |
| 13.4. | 19:30 | Tyskland – Letland | 2–1  | 1-1, 1-0, 0-0 |
| 14.4. | 16:00 | Kina – Letland     | 1–3  | 0-3, 1-0, 0-0 |
| 14.4. | 19:30 | Norge – Østrig     | 3–1  | 0-0, 1-1, 2-0 |
| 16.4. | 16:00 | Letland – Norge    | 0–2  | 0-1, 0-0, 0-1 |
| 16.4. | 19:30 | Kina – Tyskland    | 0–3  | 0-0, 0-1, 0-2 |
| 17.4. | 10:00 | Østrig – Letland   | 2–1  | 1-0, 1-0, 0-1 |
| 17.4. | 13:30 | Tyskland – Norge   | 3–1  | 0-0, 0-0, 3-1 |

| Hold     | Kampe        | Mål          | Point        |
| -------- | ------------ | ------------ | ------------ |
| Tyskland | 4            | 12-20        | 12           |
| Norge    | 4            | 13-70        | 9            |
| Letland  | 4            | 5-7          | 3            |
| Østrig   | 4            | 06-12        | 3            |
| Kina     | 4            | 08-16        | 3            |
| Japan    | Meldte afbud | Meldte afbud | Meldte afbud |

## 2. division
VM i 2. division blev spillet den 4. – 10. april 2011 i Caen, Frankrig. Turneringen skulle have haft deltagelse af seks hold, men Nordkorea meldte afbud. Dermed blev turneringen reduceret til fem hold, der spillede om én oprykningsplads til 1. division, mens Nordkorea automatisk besatte nedrykningspladsen til 3. division. Oprykningspladsen gik til Tjekkiet, som gik ubesejret gennem turneringen, og som dermed vendte tilbage til 1. division efter kun én sæson i 2. division.
| Dato  | Tid   | Kamp                       | Res. | Perioder      |
| ----- | ----- | -------------------------- | ---- | ------------- |
| 4.4.  | 13:30 | Danmark – Storbritannien   | 8–1  | 3-1, 3-0, 2-0 |
| 4.4.  | 17:00 | Nordkorea – Tjekkiet       | 0–5  | Uden kamp     |
| 4.4.  | 20:30 | Frankrig – Italien         | 1–0  | 0-0, 1-0, 0-0 |
| 5.4.  | 13:30 | Tjekkiet – Storbritannien  | 5–1  | 1-0, 3-1, 1-0 |
| 5.4.  | 17:00 | Frankrig – Nordkorea       | 5–0  | Uden kamp     |
| 5.4.  | 20:30 | Italien – Danmark          | 1–3  | 0-0, 1-1, 0-2 |
| 7.4.  | 13:30 | Italien – Tjekkiet         | 1–3  | 1-1, 0-0, 0-2 |
| 7.4.  | 17:00 | Nordkorea – Storbritannien | 0–5  | Uden kamp     |
| 7.4.  | 20:30 | Frankrig – Danmark         | 3–1  | 1-0, 2-0, 0-1 |
| 9.4.  | 13:30 | Italien – Nordkorea        | 5–0  | Uden kamp     |
| 9.4.  | 17:00 | Danmark – Tjekkiet         | 0–7  | 0-3, 0-3, 0-1 |
| 9.4.  | 20:30 | Storbritannien – Frankrig  | 1–4  | 0-0, 0-1, 1-3 |
| 10.4. | 13:30 | Nordkorea – Danmark        | 0–5  | Uden kamp     |
| 10.4. | 17:00 | Storbritannien – Italien   | 2–4  | 1-1, 1-0, 0-3 |
| 10.4. | 20:30 | Tjekkiet – Frankrig        | 3–0  | 1-0, 0-0, 2-0 |

| Hold           | Kampe | Mål   | Point |
| -------------- | ----- | ----- | ----- |
| Tjekkiet       | 5     | 23-02 | 15    |
| Frankrig       | 5     | 13-05 | 12    |
| Danmark        | 5     | 17-12 | 9     |
| Italien        | 5     | 11-09 | 6     |
| Storbritannien | 5     | 10-21 | 3     |
| Nordkorea      | 5     | 00-25 | 0     |

## 3. division
VM i 3. division blev spillet den 1. – 6. februar 2011 i Newcastle, Australien. Turneringen havde deltagelse af seks hold, der spillede om én oprykningsplads til 2. division og én nedrykningsplads til 4. division.
| Dato | Tid   | Kamp                   | Res.  | Perioder               |
| ---- | ----- | ---------------------- | ----- | ---------------------- |
| 1.2. | 13:00 | Ungarn – Kroatien      | 12–10 | 7-1, 2-0, 3-0          |
| 1.2. | 16:30 | Slovenien – Holland    | 0–3   | 0-0, 0-2, 0-1          |
| 1.2. | 20:00 | Australien – Belgien   | 7–1   | 1-1, 4-0, 2-0          |
| 2.2. | 13:00 | Holland – Kroatien     | 9–0   | 1-0, 5-0, 3-0          |
| 2.2. | 16:30 | Belgien – Ungarn       | 1–9   | 1-0, 0-2, 0-7          |
| 2.2. | 20:00 | Australien – Slovenien | 7–4   | 2-1, 3-2, 2-1          |
| 3.2. | 13:00 | Holland – Belgien      | 13–00 | 2-0, 7-0, 4-0          |
| 3.2. | 16:30 | Slovenien – Kroatien   | 3–1   | 3-0, 0-0, 0-1          |
| 3.2. | 20:00 | Australien – Ungarn    | 1–0   | 0-0, 1-0, 0-0          |
| 5.2. | 13:00 | Belgien – Slovenien    | 1–9   | 0-3, 1-3, 0-3          |
| 5.2. | 16:30 | Ungarn – Holland       | 2–5   | 1-1, 1-0, 0-4          |
| 5.2. | 20:00 | Kroatien – Australien  | 1–5   | 1-1, 0-1, 0-3          |
| 6.2. | 13:00 | Slovenien – Ungarn     | 3–4   | 1-0, 1-2, 1-1 0-1      |
| 6.2. | 16:30 | Kroatien – Belgien     | 2–0   | 1-0, 0-0, 1-0          |
| 6.2. | 20:00 | Holland – Australien   | 3–2   | 0-0, 1-1, 1-1 0-0, 1-0 |

| Hold       | Kampe | Mål   | Point |
| ---------- | ----- | ----- | ----- |
| Holland    | 5     | 33-04 | 14    |
| Australien | 5     | 22-09 | 13    |
| Ungarn     | 5     | 27-11 | 8     |
| Slovenien  | 5     | 19-16 | 7     |
| Kroatien   | 5     | 05-29 | 3     |
| Belgien    | 5     | 03-40 | 0     |

## 4. division
VM i 4. division blev spillet den 27. marts – 1. april 2011 i Laugardalur Arena i Reykjavik, Island. Turneringen skulle have haft deltagelse af seks hold, men Estland meldte afbud. I stedet blev den gennemført med fem hold, der spillede om én oprykningsplads til 3. division.
| Dato  | Tid   | Kamp                    | Res. | Perioder      |
| ----- | ----- | ----------------------- | ---- | ------------- |
| 27.3. | 16:30 | Sydafrika – Sydkorea    | 0–6  | 0-3, 0-0, 0-3 |
| 27.3. | 20:00 | New Zealand – Island    | 3–1  | 1-1, 1-0, 1-0 |
| 28.3. | 16:30 | Rumænien – Sydafrika    | 3–1  | 2-0, 1-0, 0-1 |
| 29.3. | 16:30 | Sydkorea – New Zealand  | 1–3  | 1-2, 0-0, 0-1 |
| 29.3. | 20:00 | Island – Rumænien       | 3–2  | 2-0, 1-0, 0-2 |
| 30.3. | 20:00 | Sydafrika – Island      | 1–5  | 1-0, 0-2, 0-3 |
| 31.3. | 16:30 | New Zealand – Sydafrika | 7–2  | 2-1, 2-0, 3-1 |
| 31.3. | 20:00 | Sydkorea – Rumænien     | 4–2  | 0-1, 2-1, 2-0 |
| 1.4.  | 16:30 | Rumænien – New Zealand  | 2–7  | 0-3, 1-2, 1-2 |
| 1.4.  | 20:00 | Island – Sydkorea       | 1–4  | 0-1, 1-1, 0-2 |

| Hold        | Kampe | Mål   | Point |
| ----------- | ----- | ----- | ----- |
| New Zealand | 4     | 20-06 | 12    |
| Sydkorea    | 4     | 15-06 | 9     |
| Island      | 4     | 10-10 | 6     |
| Rumænien    | 4     | 09-15 | 3     |
| Sydafrika   | 4     | 04-21 | 0     |

## 5. division
VM i 5. division blev spillet den 14. – 19. marts 2011 i Sofia, Bulgarien. Turneringen havde deltagelse af fem hold, der spillede om én oprykningsplads til 4. division. Oprykningspladsen gik til Polen, som gik ubesejret gennem turneringen, og som i den afgørende kamp om førstepladsen besejrede Spanien med 5-4 efter forlænget spilletid.
| Dato  | Tid   | Kamp                | Res. | Perioder          |
| ----- | ----- | ------------------- | ---- | ----------------- |
| 14.3. | 14:30 | Polen – Irland      | 23–0 | 7-0, 9-0, 7-0     |
| 14.3. | 18:30 | Bulgarien – Tyrkiet | 2–1  | 1-1, 0-0, 1-0     |
| 15.3. | 14:30 | Tyrkiet – Spanien   | 0–7  | 0-1, 0-1, 0-5     |
| 15.3. | 18:00 | Polen – Bulgarien   | 19–0 | 5-0, 8-0, 6-0     |
| 16.3. | 14:30 | Irland – Tyrkiet    | 0–3  | 0-3, 0-0, 0-0     |
| 16.3. | 18:00 | Bulgarien – Spanien | 0–7  | 0-1, 0-3, 0-3     |
| 18.3. | 14:30 | Spanien – Polen     | 4–5  | 3-1, 1-3, 0-0 0-1 |
| 18.3. | 18:00 | Irland – Bulgarien  | 0–3  | 0-2, 0-1, 0-0     |
| 19.3. | 14:30 | Spanien – Irland    | 14–0 | 8-0, 4-0, 2-0     |
| 19.3. | 18:00 | Tyrkiet – Polen     | 0–14 | 0-4, 0-5, 0-5     |

| Hold      | Kampe | Mål   | Point |
| --------- | ----- | ----- | ----- |
| Polen     | 4     | 61-04 | 11    |
| Spanien   | 4     | 32-05 | 10    |
| Bulgarien | 4     | 05-27 | 6     |
| Tyrkiet   | 4     | 04-23 | 3     |
| Irland    | 4     | 00-43 | 0     |